# アニル・アンバニ
アニル・アンバニ（英：Anil Dhirubhai Ambani、1959年6月4日 - ）はインドの実業家、リライアンス・ADA・グループ（ADA）の会長。父はリライアンス財閥の創業者であるディルバイ・アンバニであり、兄のムケシュ・アンバニと分割してリライアンス財閥を相続した。

## 経歴
1959年6月4日、アニル・アンバニはインドのムンバイで生まれた。
1986年に父ディルバイが発作を起こして麻痺が残り日々の業務はアニルと兄ムケシュが2人で引き継いだ。
2002年、父ディルバイが再び発作を起こして入院し7月6日に死去した。リライアンス財閥は2005年に兄弟で分割して相続することになった（#兄弟争いと協力）。
2006年、リライアンス・ADA・グループを設立した。
2004年にはウッタル・プラデシュ州からインド上院議員に選出され、2006年に辞任した。

### 兄弟争いと協力
2004年、アニルは兄ムケシュとリライアンス財閥の支配権をかけて争った。2005年、彼らの母親で大株主のコキラベンが争いを終わらせた。彼女はアニルにリライアンス財閥の新しい事業である通信、電力、銀行などを任せた。これにより、兄弟2人でリライアンス財閥を分割し、それぞれ独立して活動を続けることになった。アニルは兄とお互いの専門分野には手を出さない協定を結んだが、後にリライアンス・インダストリーズの子会社リライアンス・ジオがアニルの扱っている携帯通信事業に参入、協定は破られることになった。
また父ディルバイは死去したとき遺書を残しておらず、アニルと兄ムケシュは遺産の配分でも争うことになった。2005年、父ディルバイの遺産を分割相続する際にアニルは兄ムケシュと契約を交わし、ムケシュの「リライアンス・インダストリーズ」（RIL）はアニルの「リライアンス・ナショナル・リソーシズ」（NRNL）に対し、ベンガル湾クリシュナ・ゴダバリ海盆にあるD6鉱区から1日あたり2800万立方メートルの天然ガスを100万BTUあたり2.34ドルで17年間提供することになった。だが、兄弟はこの契約について裁判で争うことになった。結局、2010年5月7日にこの契約はインドの最高裁で拘束力がないと判断され、RILはNRNLに対し政府が定めた公定価格である100万BTUあたり4.20ドルで売却できることになった。この判決が下る以前、アニルはNRNLが保有している大きな権利はこの天然ガスしかなく、この権利がなくなればNRNLはペーパーカンパニーと変わらなくなってしまうと述べたという。こうして、2010年5月に兄弟間での遺産を巡る争議は終了した。
アニルの引き継いだリライアンス・ADA・グループでは通信、金融サービス（リライアンス・キャピタル）、メディア、インフラ（リライアンス・パワー）、防衛（リライアンス・ディフェンス・アンド・エンジニアリング）などを扱うこととなった。このうち携帯通信事業のリライアンス・コミュニケーションズは2017年にRIL系のリライアンス・ジオとの低価格競争で追い込まれてデフォルトに陥って最大の債権者である国家開発銀行などの中国企業やスウェーデンのエリクソンに巨額の債務を負うこととなった。これに対して兄ムケシュは資産買収案の提示や返済金の肩代わりなど救済に乗り出し、これにより実刑を免れたアニルはムケシュに感謝した。

## 評価
2008年の『フォーブス』では兄のムケシュと共に世界の長者番付で上位10名に入った。2017年の『フォーブス』では「インドの富豪」第45位、「世界の億万長者」第745位（インド人の中では第33位）につけた。